# Detox (Treble Charger)
Detox è il quinto e ultimo album della band canadese dei Treble Charger. È stato pubblicato nel 2002 ed ottenne il disco d'oro in Canada. Venne prodotto in collaborazione con i Sum 41. Dopo questo album il chitarrista Bill Priddle decise di lasciare il gruppo.

## Tracce
1. Hundred Million – 2:54
2. What You Want – 2:54
3. Can't Wake Up – 2:48
4. The First Time – 3:10
5. Ideal Waste of Time – 3:11
6. Hole in Your Head – 2:48
7. Don't Believe It All – 4:20
8. Over My Head – 3:18
9. Tired of It Anyway – 3:05
10. The Downward Dance – 2:49
11. Drive – 7:17

## Formazione
- Treble Charger
  - Greig Nori - chitarra, voce
  - Bill Priddle - chitarra, voce
  - Rosie Martin - basso
  - Trevor McGregor - batteria
- Sum 41
  - Deryck Whibley - voce, chitarra, co-produttore
  - Steve Jocz - batteria
- Matt Hyde - produttore, mixing

## Singoli
- Hundred Million
- Don't Believe It All

## Classifiche
- Top Canadian Albums 2002: #10